# Last Pizza Slice
Last Pizza Slice, більш відомі як LPS, — словенський гурт, що був заснований у 2018 році та складається з чотирьох учасників. Представники Словенії на Пісенному конкурсі Євробачення 2022 з піснею «Disko».

## Історія
Гурт LPS був заснований у 2018 році в місті Целє, коли його учасники зустрілися в музичній кімнаті школи Gimnazija Celje-Center, яку в той час відвідували.

## Учасники
- Філіп Відушин — вокал
- Гашпер Хлупич — ударні
- Зала Веленшек — бас-гітара, тенор й альт-саксофон
- Жига Жвіжей — клавішні

## Кар'єра

### Пісенний конкурс Євробачення

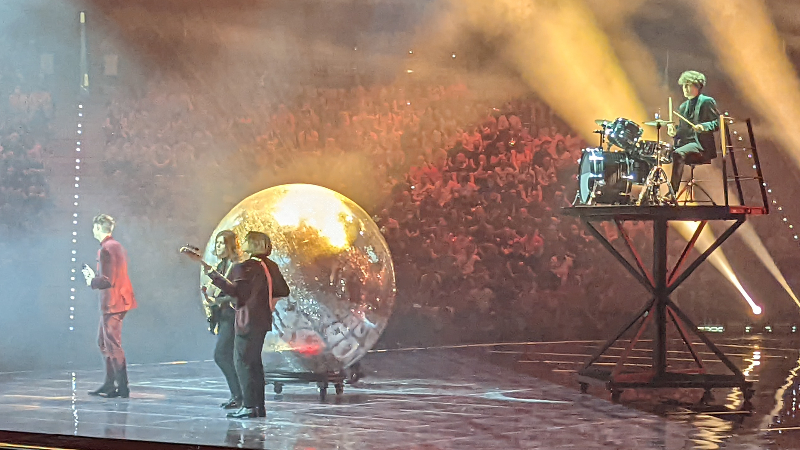
LPS на сцені Євробачення 2022

26 листопада 2021 року словенський національний мовник Radiotelevizija Slovenija (RTVSLO) оголосив, що гурт LPS був обраний одним із 24 учасників, які братисуть участь у національному відборі Словенії на Пісенний конкурс Євробачення 2022. Гурт виграв третю дуель та пройшов до фінального раунду, де знову переміг та отримав право представляли свою країну на Євробаченні з піснею «Disko».
На Євробаченні 2022 LPS посіли останнє місце у півфіналі з 15 балами, а також останнє 40-е місце конкурсу.

### 2023 рік— теперішній час
13 січня 2023 року гурт випустив пісню «Osem Korakov».
16 липня 2023 року LPS оголосили в соціальних мережах, що гітарист Марк Семея покинув гурт, оскільки вирішив «продовжити окремі музичні подорожі».